# Etemenanki

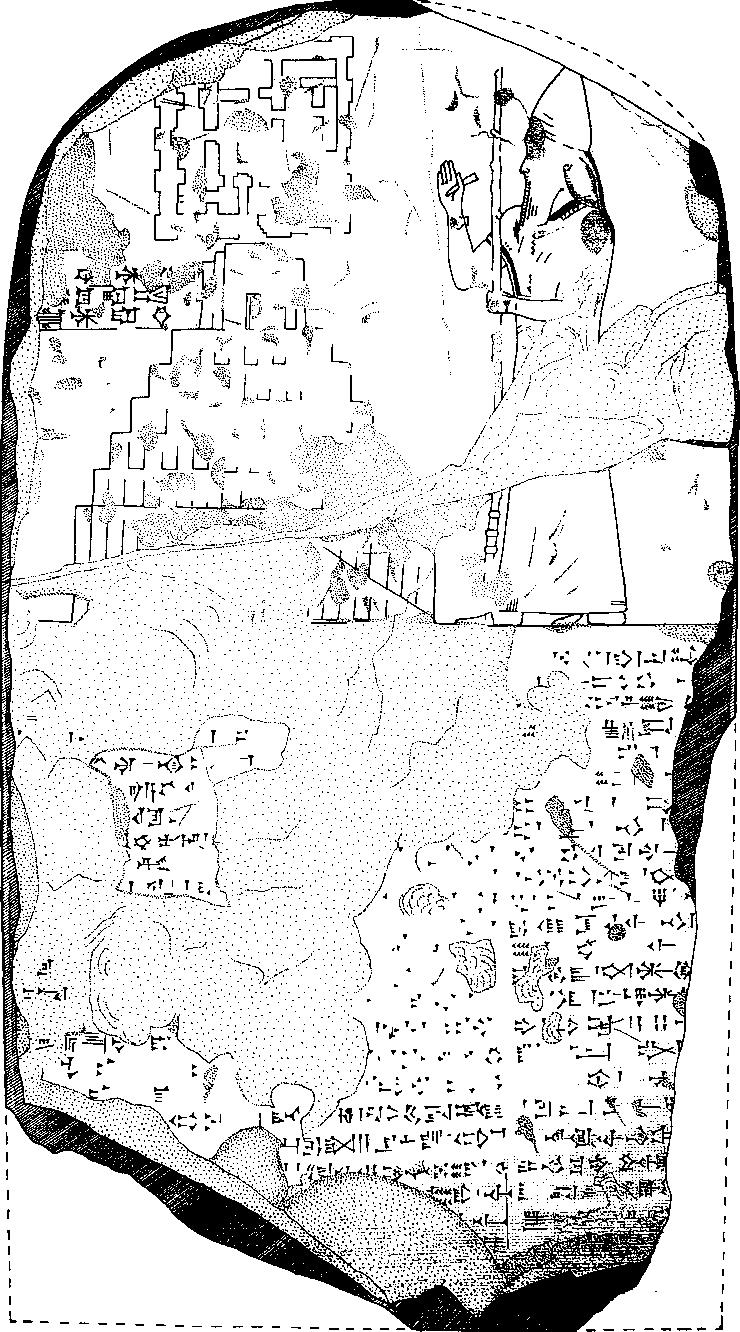
Teckningar på en lertavla som hittades i Uruk och som beskriver tornet.

Etemenanki (sumeriska, "huset som är himmelens och jordens fundament") var en ziqqurat belägen i staden Babylon. Den var mellan 90 och 92 meter hög och kröntes av guden Marduks helgedom. Liksom övrig bebyggelse i staden var den byggd med soltorkat tegel. Det är okänt när den byggdes, men den sista stora ombyggnaden lär ha genomförts av Nebukadnessar II.
På tornets utsida var plattor av emalj monterade som skimrade i solen.
Alexander den store lät ca 330 f.Kr. riva Etemenanki för en stor ombyggnad, som på grund av hans död dock aldrig fullbordades. Etemenanki vittrade sönder när staden övergavs på 200-talet f.Kr. Endast obetydliga rester finns kvar.
Etemenanki anses ha varit förebild för Babels torn.